# Franziskus Demann

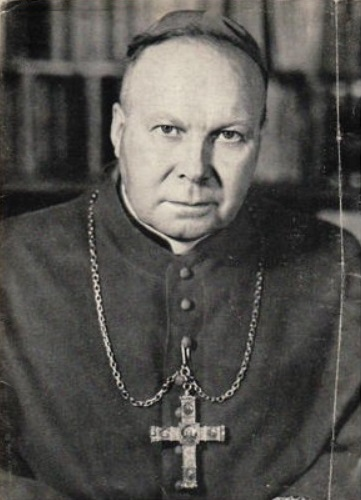
Franziskus Demann 1957 (Porträt im Totenzettel).

Franziskus Demann (* 27. Oktober 1900 in Freren; † 27. März 1957 in Osnabrück) war ein römisch-katholischer Geistlicher und Bischof von Osnabrück. Er starb unmittelbar nach seiner Bischofsweihe.

## Leben

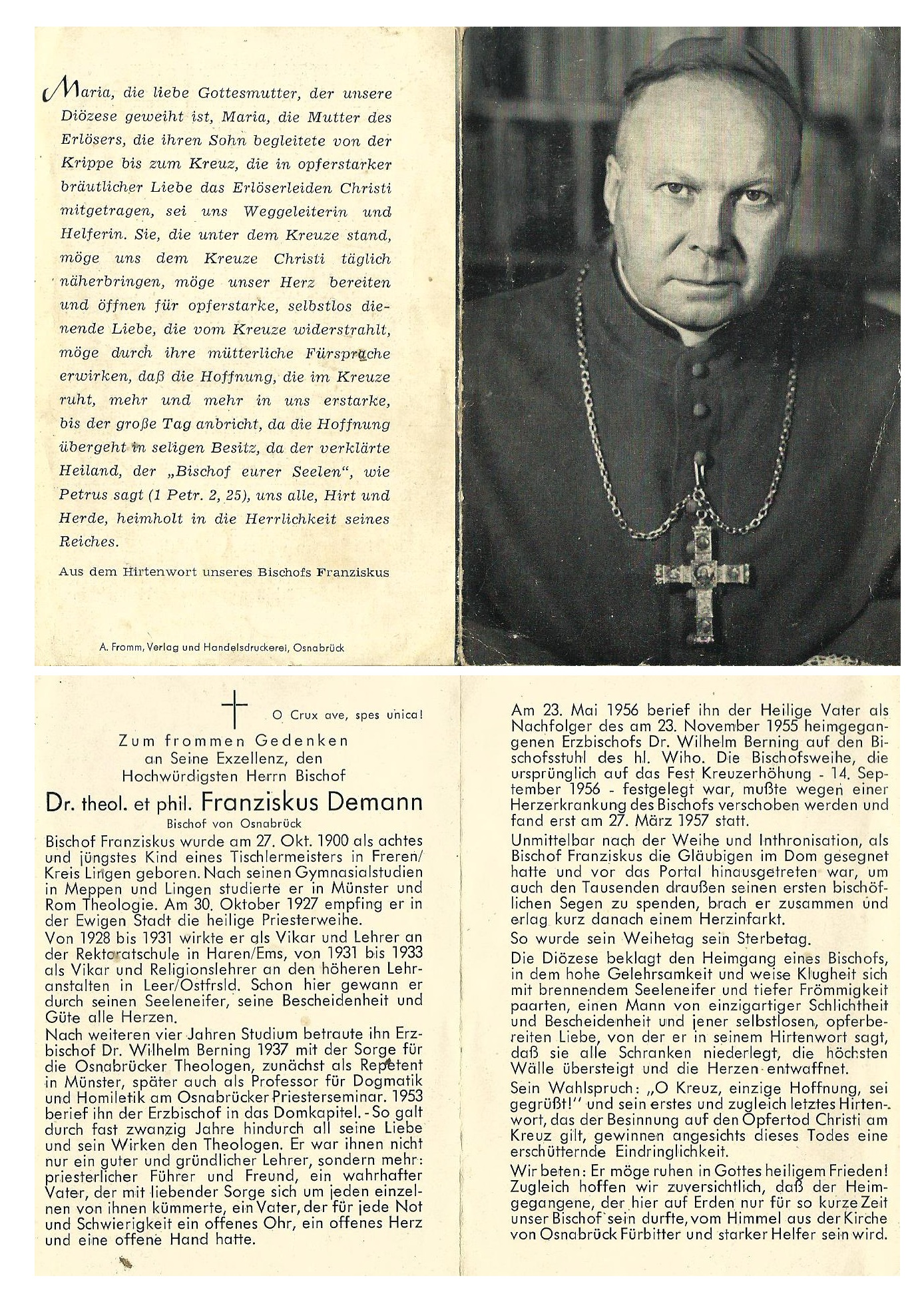
Totenzettel von Franziskus Demann, 1957.

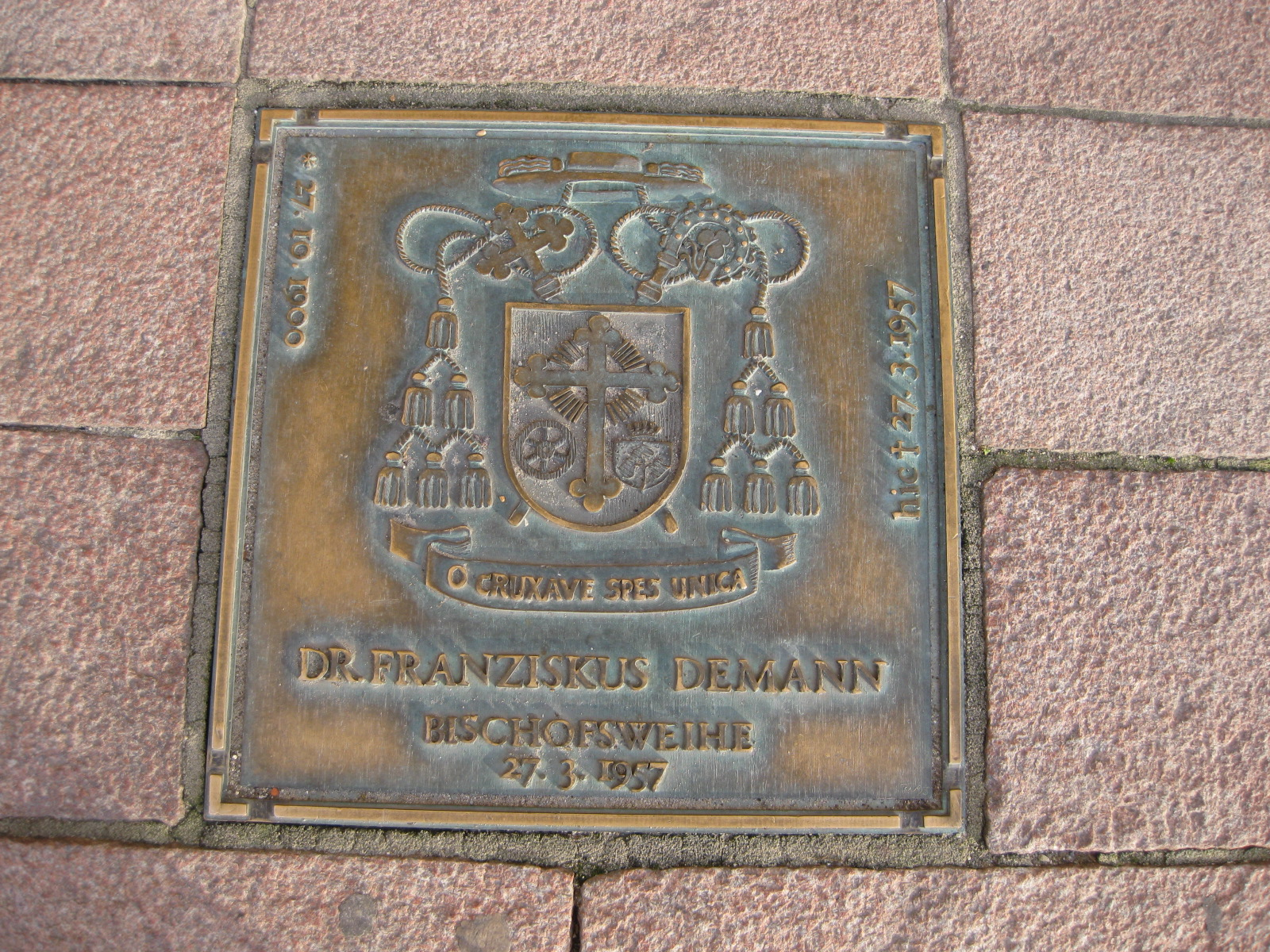
Gedenkplakette an die Bischofsweihe Demanns vor dem Eingang zum Dom St. Peter in Osnabrück

Franziskus Demann war der Sohn des Tischlers Johann August Demann und dessen Ehefrau Maria Louise, geb. Heitmann. Er wuchs gemeinsam mit sieben älteren Geschwistern auf. Im Jahre 1918 musste er seine Gymnasialstudien in Meppen als Obersekundaner unterbrechen, um seinen Kriegsdienst auf einem Minensuchboot abzuleisten. Nach dem Ende des Ersten Weltkriegs wechselte er auf das Gymnasium in Lingen, das er 1921 mit dem Reifezeugnis verließ. Anschließend begann Demann als Priesteramtskandidat der Diözese Osnabrück mit dem Studium der Philosophie und Theologie an der Theologischen Fakultät der Westfälischen Wilhelms-Universität in Münster und wurde Mitglied im wissenschaftlichen katholischen Studentenverein Unitas-Frisia Münster.
Bereits nach einem Semester wechselte er als Alumne des Collegium Germanicum et Hungaricum an die Päpstliche Universität Gregoriana in Rom. In der Kirche des Kollegs wurde Demann am 30. Oktober 1927 von Kardinalvikar Basilio Pompili, zum Priester geweiht. Zu seinem Weihejahrgang gehörte der spätere Erzbischof von München und Freising, Joseph Kardinal Wendel (1901–1960). Im Jahr darauf, 1928, verließ Demann Rom mit dem Titel eines Dr. theol. et phil.
Seine erste Seelsorgestelle fand er im selben Jahr als Vikar in Haren an der Ems. Zu seinen Aufgaben gehörte auch der Unterricht an der Harener Rektoratsschule. 1931 wurde er als Vikar nach Leer/Ostfriesland versetzt, wo er zugleich mit dem Religionsunterricht an den Höheren Lehranstalten betraut wurde. 1933 wurde er zum Weiterstudium in Münster beurlaubt, dort legte Demann 1937 das staatliche Examen für das Lehramt an Höheren Schulen ab.
Anschließend wurde ihm die Betreuung der Theologiestudenten der Diözesen Osnabrück und Hildesheim übertragen, die in Münster studierten. Während des Zweiten Weltkriegs hielt er intensiven Kontakt zu den ins Feld eingezogenen künftigen Priestern. Zusätzlich zum Amt des Ephors übernahm Demann 1942 eine Dozentur für Dogmatik und Homiletik am Osnabrücker Priesterseminar, die Ostern 1949 in eine ordentliche Professur umgewandelt wurde. Der Bestellung zum Domkapitular in Osnabrück 1953 folgte im Januar 1954 die Ernennung zum Geistlichen Rat.
Am 23. April 1956 wählte das Osnabrücker Domkapitel Demann zum Bischof von Osnabrück, Papst Pius XII. präkonisierte ihn am 23. Mai des Jahres. Sein Pontifikat stellte er unter den Wahlspruch O crux, ave, spes unica („O Kreuz sei gegrüßt, unsere einzige Hoffnung“). Der auf den 14. September 1956 festgelegte Weihetermin musste wegen eines vier Tage zuvor erlittenen Herzinfarktes Demanns auf das Frühjahr 1957 verlegt werden. Bereits zuvor hatte Demann gesundheitliche Probleme, weshalb ihm 1934 und 1935 das Sterbesakrament gespendet wurde. Aufgrund eines Herzstillstands musste er außerdem im Winter 1935/36 reanimiert werden. Am 27. März 1957 konsekrierte ihn der Kölner Erzbischof Joseph Kardinal Frings unter Assistenz des Münsteraner Bischofs Michael Keller und des Osnabrücker Weihbischofs Johannes von Rudloff im Osnabrücker Dom zum Bischof. Unmittelbar nach der Weihehandlung starb Demann vor dem Domportal an einem Herzinfarkt, nachdem er die dort wartenden Gläubigen gesegnet hatte. An der Stelle erinnert eine Gedenkplatte an ihn. Bischof Keller teilte den Menschen im Dom die erschütternde Nachricht mit, dass der gerade geweihte Bischof Demann tot sei.
Das Requiem fand am 1. April 1957 statt und wurde von seinem langjährigen Freund und Studienkollegen aus römischen Tagen, dem Münchener Erzbischof Joseph Kardinal Wendel, zelebriert. Demann wurde in der Marienkapelle (Bischofsgruft) des Osnabrücker Doms beigesetzt.